# Safarirallyt

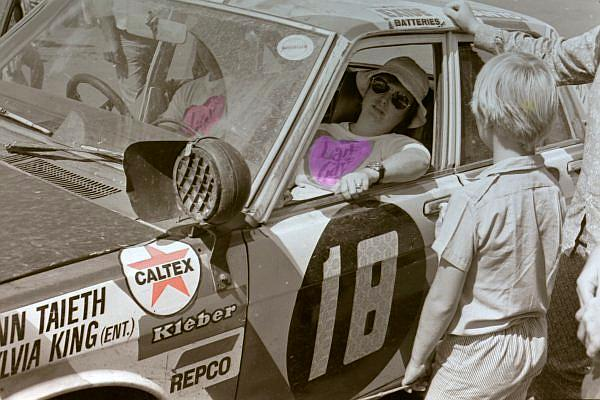
En deltagare i 1973 års Safarirally.

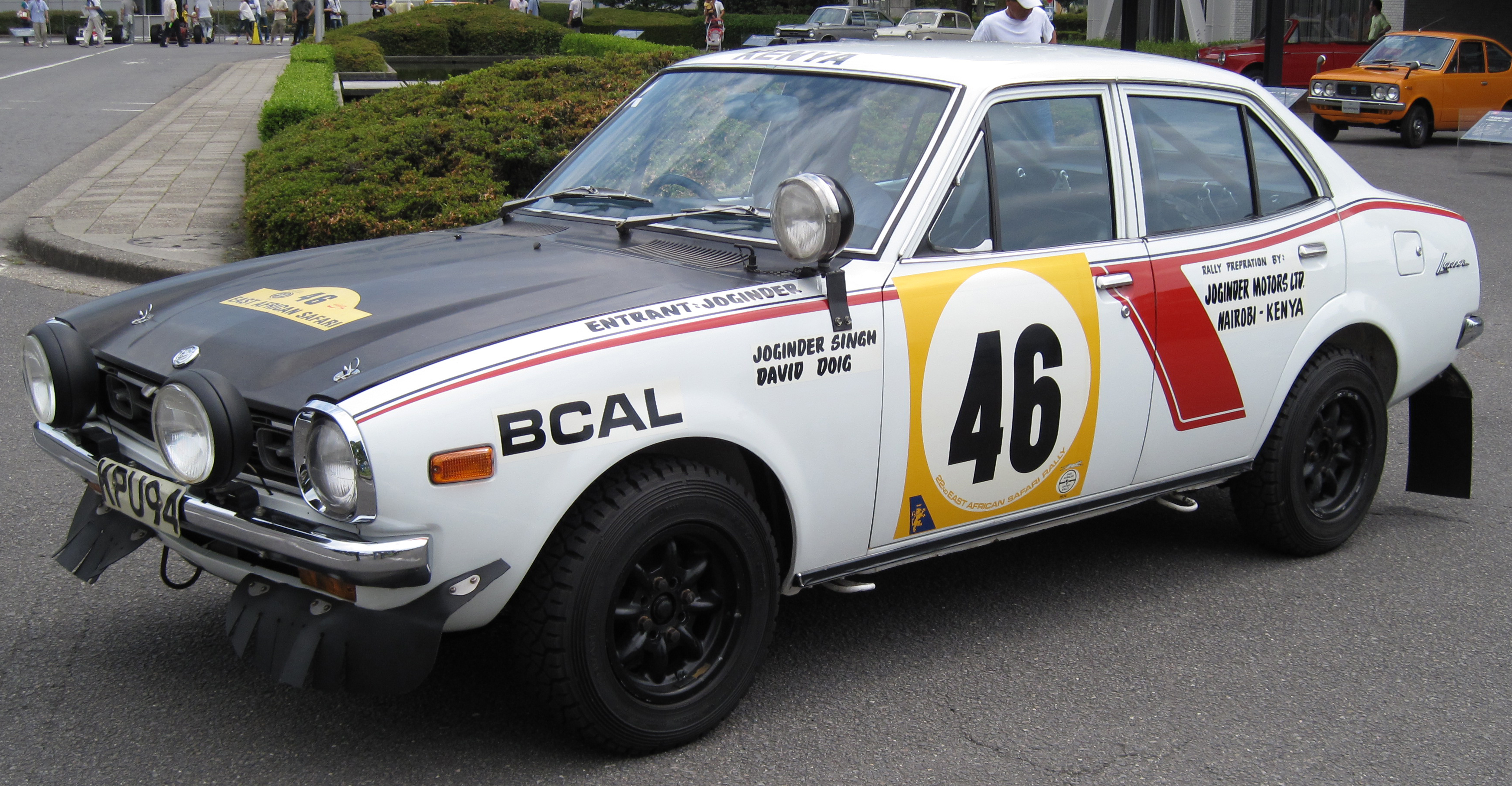
Joginder Singhs vinnarbil från 1974.

Safarirallyt räknas av många som världens mest svårgenomförda rally. Tävlingen hölls för första gången 1953 i Kenya, Uganda och Tanzania. Rallyt var länge en deltävling, den enda i Afrika, i Rally-VM, men uteslöts 2003 på grund av bristande finansiering och organisation. 
De svenskar som vunnit safarirallyt är Arne Hertz, Björn Waldegård, Ove Andersson, Hans Thorszelius, Gunnar Palm och Stig Blomqvist. Tom T. Fjästad, som vann 1962, var svenskättling men hade aldrig besökt Sverige förrän ett par månader efter sin seger.

## Vinnare av Safarirallyt
| År   | Vinnare                                    | Bil                              | Mästerskap                                         |                                  |
| ---- | ------------------------------------------ | -------------------------------- | -------------------------------------------------- | -------------------------------- |
| 1953 | Ingen vinnare utsedd                       | Ingen vinnare utsedd             | Ingen vinnare utsedd                               | Ingen vinnare utsedd             |
| 1954 | Vic Preston Sr D P Marwaha                 | Volkswagen Typ 1                 |                                                    |                                  |
| 1955 | Vic Preston Sr D P Marwaha                 | Ford Zephyr                      |                                                    |                                  |
| 1956 | Eric Cecil Tony Vickers                    | DKW                              |                                                    |                                  |
| 1957 | Gus Hofmann Arthur Burton                  | DKW                              |                                                    |                                  |
| 1958 | Ingen vinnare utsedd                       | Ingen vinnare utsedd             | Ingen vinnare utsedd                               | Ingen vinnare utsedd             |
| 1959 | Bill Fritschy Jack Ellis                   | Mercedes-Benz 219                |                                                    |                                  |
| 1960 | Bill Fritschy Jack Ellis                   | Mercedes-Benz 219                |                                                    |                                  |
| 1961 | John Manussis Bill Coleridge David Beckett | Mercedes-Benz 220SE              |                                                    |                                  |
| 1962 | Tom Fjästad Bernhard Schmider              | Volkswagen Typ 1                 |                                                    |                                  |
| 1963 | Nick Nowicki Paddy Cliff                   | Peugeot 404                      |                                                    |                                  |
| 1964 | Peter Hughes Bill Young                    | Ford Cortina GT                  |                                                    |                                  |
| 1965 | Joginder Singh Jaswant Singh               | Volvo PV544                      |                                                    |                                  |
| 1966 | Bert Shankland Chris Rothwell              | Peugeot 404                      |                                                    |                                  |
| 1967 | Bert Shankland Chris Rothwell              | Peugeot 404                      |                                                    |                                  |
| 1968 | Nick Nowicki Paddy Cliff                   | Peugeot 404                      |                                                    |                                  |
| 1969 | Robin Hillyar Jock Aird                    | Ford Taunus 20M RS               |                                                    |                                  |
| 1970 | Edgar Herrmann Hans Schüller               | Datsun 1600 SSS                  | International Championship for Manufacturers (IMC) |                                  |
| 1971 | Edgar Herrmann Hans Schüller               | Datsun 240Z                      | IMC                                                |                                  |
| 1972 | Hannu Mikkola Gunnar Palm                  | Ford Escort RS1600               | IMC                                                |                                  |
| 1973 | Shekhar Mehta Lofty Drews                  | Datsun 240Z                      | Rally-VM (WRC)                                     |                                  |
| 1974 | Joginder Singh David Doig                  | Mitsubishi Lancer 1600 GSR       | WRC                                                |                                  |
| 1975 | Ove Andersson Arne Hertz                   | Peugeot 504                      | WRC                                                |                                  |
| 1976 | Joginder Singh David Doig                  | Mitsubishi Lancer 1600 GSR       | WRC                                                |                                  |
| 1977 | Björn Waldegård Hans Thorszelius           | Ford Escort RS1800               | WRC                                                |                                  |
| 1978 | Jean-Pierre Nicolas Jean-Claude Lefèbvre   | Peugeot 504 V6 Coupé             | WRC                                                |                                  |
| 1979 | Shekhar Mehta Mike Doughty                 | Datsun 160J                      | WRC                                                |                                  |
| 1980 | Shekhar Mehta Mike Doughty                 | Datsun 160J                      | WRC                                                |                                  |
| 1981 | Shekhar Mehta Mike Doughty                 | Nissan Violet GT                 | WRC                                                |                                  |
| 1982 | Shekhar Mehta Mike Doughty                 | Nissan Violet GT                 | WRC                                                |                                  |
| 1983 | Ari Vatanen Terry Harryman                 | Opel Ascona 400                  | WRC                                                |                                  |
| 1984 | Björn Waldegård Hans Thorszelius           | Toyota Celica TCT                | WRC                                                |                                  |
| 1985 | Juha Kankkunen Fred Gallagher              | Toyota Celica TCT                | WRC                                                |                                  |
| 1986 | Björn Waldegård Fred Gallagher             | Toyota Celica TCT                | WRC                                                |                                  |
| 1987 | Hannu Mikkola Arne Hertz                   | Audi 200 Quattro                 | WRC                                                |                                  |
| 1988 | Miki Biasion Tiziano Siviero               | Lancia Delta Integrale           | WRC                                                |                                  |
| 1989 | Miki Biasion Tiziano Siviero               | Lancia Delta Integrale           | WRC                                                |                                  |
| 1990 | Björn Waldegård Fred Gallagher             | Toyota Celica GT-4 ST165         | WRC                                                |                                  |
| 1991 | Juha Kankkunen Juha Piironen               | Lancia Delta Integrale 16V       | WRC                                                |                                  |
| 1992 | Carlos Sainz Luis Moya                     | Toyota Celica Turbo 4WD          | WRC                                                |                                  |
| 1993 | Juha Kankkunen Juha Piironen               | Toyota Celica Turbo 4WD          | WRC                                                |                                  |
| 1994 | Ian Duncan David Williamson                | Toyota Celica Turbo 4WD          | WRC                                                |                                  |
| 1995 | Yoshio Fujimoto Arne Hertz                 | Toyota Celica Turbo 4WD          | WRC                                                |                                  |
| 1996 | Tommi Mäkinen Seppo Harjanne               | Mitsubishi Lancer Evolution 3    | WRC                                                |                                  |
| 1997 | Colin McRae Nicky Grist                    | Subaru Impreza WRC               | WRC                                                |                                  |
| 1998 | Richard Burns Robert Reid                  | Mitsubishi Carisma GT Evo 4      | WRC                                                |                                  |
| 1999 | Colin McRae Nicky Grist                    | Ford Focus                       | WRC                                                |                                  |
| 2000 | Richard Burns Robert Reid                  | Subaru Impreza WRC               | WRC                                                |                                  |
| 2001 | Tommi Mäkinen Risto Mannisenmäki           | Mitsubishi Lancer Evolution 6.5  | WRC                                                |                                  |
| 2002 | Colin McRae Nicky Grist                    | Ford Focus                       | WRC                                                |                                  |
| 2003 | Glen Edmunds Titch Phillips                | Mitsubishi Lancer Evolution 6    | African Rally Championship (ARC)                   |                                  |
| 2004 | Carl Tundo Tim Jessop                      | Subaru Impreza                   | ARC                                                |                                  |
| 2005 | Glen Edmunds Des Page-Morris               | Mitsubishi Lancer Evolution 7    | ARC                                                |                                  |
| 2006 | Azar Anwar George Mwangi                   | Mitsubishi Lancer Evolution 6    | ARC                                                |                                  |
| 2007 | Conrad Rautenbach Peter Marsh              | Subaru Impreza N10               | Intercontinental Rally Challenge (IRC) & ARC       |                                  |
| 2008 | Lee Rose Piers Daykin                      | Mitsubishi Lancer Evolution 9    | ARC                                                |                                  |
| 2009 | Carl Tundo Tim Jessop                      | Mitsubishi Lancer Evolution 9    | IRC & ARC                                          |                                  |
| 2010 | Lee Rose Piers Daykin                      | Mitsubishi Lancer Evolution 9    | ARC                                                |                                  |
| 2011 | Carl Tundo Tim Jessop                      | Mitsubishi Lancer Evolution 9    | ARC                                                |                                  |
| 2012 | Carl Tundo Tim Jessop                      | Mitsubishi Lancer Evolution 9    | ARC                                                |                                  |
| 2013 | Baldev Chager Ravi Soni                    | Mitsubishi Lancer Evolution 10   | ARC                                                |                                  |
| 2014 | Baldev Chager Ravi Soni                    | Mitsubishi Lancer Evolution 10   | ARC                                                |                                  |
| 2015 | Jaspreet Singh Chatthe Gurdeep Panesar     | Mitsubishi Lancer Evolution 10   | Kenya                                              |                                  |
| 2016 | Jaspreet Singh Chatthe Gurdeep Panesar     | Mitsubishi Lancer Evolution 10   | Kenya                                              |                                  |
| 2017 | Tapio Laukkanen Gavin Laurence             | Subaru Impreza WRX STI           | ARC                                                |                                  |
| 2018 | Carl Tundo Tim Jessop                      | Mitsubishi Lancer Evolution 10   | ARC                                                |                                  |
| 2019 | Baldev Chager Ravi Soni                    | Mitsubishi Lancer Evolution 10   | ARC                                                |                                  |
| 2020 | Inställt pga. Covid-19-pandemin.           | Inställt pga. Covid-19-pandemin. | Inställt pga. Covid-19-pandemin.                   | Inställt pga. Covid-19-pandemin. |
| 2021 | Sébastien Ogier Julien Ingrassia           | Toyota Yaris WRC                 | WRC                                                |                                  |
| 2022 | Kalle Rovanperä Jonne Haltunen             | Toyota GR Yaris Rally1           | WRC                                                |                                  |
| 2023 | Sébastien Ogier Vincent Landais            | Toyota GR Yaris Rally1           | WRC                                                |                                  |
| 2024 | Kalle Rovanperä Jonne Halttunen            | Toyota GR Yaris Rally1           | WRC                                                |                                  |